# Overcome (Alexandra Burke)
Overcome è l'album di debutto della cantante R&B britannica Alexandra Burke, vincitrice della quinta edizione del reality show X Factor, nella sua versione britannica.
L'album è stato pubblicato il 19 ottobre 2009 dalle etichette discografiche Syco ed Epic e ha riscosso un ottimo successo e ha raggiunto la prima posizione della classifica degli album del Regno Unito.
Dall'album sono state estratte come singoli diverse canzoni. La prima è stata la cover del noto brano di Leonard Cohen, Hallelujah, pubblicato nel 2008 con successo, immediatamente dopo la sua vittoria nel talent show che l'ha lanciata. Successivamente sono stati pubblicati Bad Boys, duetto con il rapper Flo Rida, e Broken Heels; successivamente è stato estratto dall'album anche la canzone All Night Long, che all'inizio era cantata dalla sola Burke ma in seguito è stata remixata e presentata in collaborazione con un altro rapper molto famoso, Pitbull.
Al disco hanno partecipato celebri produttori come gli Stargate e Ne-Yo, che ha duettato con la cantante nel brano Good Night Good Morning. L'album è stato certificato 4 volte disco di platino in Gran Bretagna e Irlanda. Le vendite dell'album nel Regno Unito ammontano a più di 700.000.
È uscita il 6 dicembre 2010 la pubblicazione della riedizione dell'album, con l'aggiunta di alcuni contenuti inediti.

## Tracce
Versione standard
CD (Syco 88697460232 (Sony) / EAN 0886974602323)
1. Bad Boys (feat. Flo Rida) - 3:26 (Melvin K. Watson Jr., Larry Summerville Jr., Busbee, Lauren Evans, Alexander James, Tramar Dillard)
2. Good Night Good Morning (feat. Ne-Yo) - 3:38 (Ne-Yo, Stargate)
3. The Silence - 4:01 (RedOne, Bilal Hajji, Savan Kotecha)
4. All Night Long - 4:23 (Rico Love, James Scheffer, Samuel Watters, Louis Biancaniello)
5. Bury Me (6 Feet Under) - 3:33 (Hitesh Ceon, Kim Ofstad, Andrea Martin, Hermansen)
6. Broken Heels - 4:09 (Khyatt, Hajji, Kotecha)
7. Dumb - 3:22 (Khyatt, Hajji, Kotecha, Martin Kierszenbaum)
8. Overcome - 3:53 (Watters, Biancaniello, Andre Merritt)
9. Gotta Go - 4:00 (Aeon Manahan, Herbie Crichlow, Kotecha, Wayne Wilkins)
10. You Broke My Heart - 3:37 (Steve Booker, Niara Scarlett, Victoria Lott)
11. Nothing But the Girl - 3:37 (Smith, Eriksen, Hermansen, Will Kennard, Saul Milton)
12. They Don't Know - 3:13 (Brian Kennedy Seals, James Fauntleroy II)
13. Hallelujah - (Leonard Cohen) (traccia bonus nel Regno Unito)
14. It's Over - 3:53 (Smith, Eriksen, Hermansen) (traccia bonus)

Versione deluxe
Per la versione deluxe di Overcome, oltre al primo CD contenenti le tracce della versione standard, c'è un altro CD con alcune canzoni che la cantante ha eseguito durante la sua partecipazione ad X Factor e in più c'è una bonus track.
1. Listen - 2:23 (Henry Krieger, Scott Cutler, Anne Preven, Beyoncé Knowles)
2. Toxic - 1:57 (Christian Karlsson, Pontus Winnberg, Cathy Dennis, Henrik Jonback)
3. You Are So Beautiful - 2:01 (Billy Preston, Bruce Fisher)
4. Relight My Fire - 2:34 (Dan Hartman)
5. Un-Break My Heart - 2:06 (Diane Warren)

## Classifiche
| Classifica (2009) | Posizione massima |
| ----------------- | ----------------- |
| Austria           | 54                |
| Belgio (Fiandre)  | 73                |
| Europa            | 7                 |
| Germania          | 60                |
| Grecia            | 20                |
| Irlanda           | 2                 |
| Paesi Bassi       | 61                |
| Polonia           | 79                |
| Regno Unito       | 1                 |
| Svizzera          | 54                |